# Cole Township (Missouri)
Cole Township est un township du comté de Benton dans le Missouri, aux États-Unis,. Fondé en février 1835, il est baptisé en référence au capitaine Stephen Cole, un pionnier.

## Source de la traduction
- (en) Cet article est partiellement ou en totalité issu de l’article de Wikipédia en anglais intitulé « Cole Township, Benton County, Missouri » (voir la liste des auteurs).